# 시르미움
시르미움(Sirmium)은 로마 제국 판노니아 속주 지방에 있던 고대 도시이다. 현재의 세르비아 공화국 서부, 스렘구의 군도 스렘스카미트로비차에 해당한다.